# 苏蒙互助议定书
苏蒙互助议定书（俄语：Протокол Взаимопомощи между Союзом Советских Социалистических Республик и Монгольской Народной Республикой）是苏联和蒙古人民共和国缔结的同盟条约，于1936年3月12日在蒙古首都乌兰巴托由蒙古人民委员会主席博勒吉德·根登和苏联驻蒙古全权代表弗拉基米尔·泰洛夫簽署。条约规定第三国进攻两国中任何一国的领土，另一国都当尽一切必要手段予以支持。对此，中華民國國民政府认为苏联违反了《中苏解决悬案大纲协定》，并表示强烈反对。作为应对，日本最终于同年签订了《反共产国际协定》。1937年9月，苏联根据此条约派遣第57特别军出兵蒙古。
蘇聯出兵中國東北和日本投降後，史達林下令將2萬名日本戰俘送往蒙古人民共和國，以便利用他們的勞動力來滿足蒙古國家經濟建設的需要。事實上，截至1945年底，蒙古人民共和國已俘虜12318名戰俘。盟軍被告知，根據1936年的《蘇蒙互助議定書》，雙方應分享共同的戰利品。蒙古人接受了這項些戰俘，作為1939年日本入侵諾門罕的補償。